# Kuri
Kuri je plemeno skotu původem ze střední Afriky, z oblasti Čadského jezera, Vyznačuje se obrovitými, ale lehkými rohy.

## Vzhled
Kuri je velké, ale štíhle stavěné zvíře s dlouhýma nohama a nápadně velkou hlavou. Velcí býci mohou dorůst výšky až 180 cm v kohoutku. Původ plemene je nejasný, odvozuje se od staroegyptského dlourohého skotu, je příbuzný i asijskému zebu. Čistokrevný kuri nemá hrb, nebo je hrb jen rudimentární. Nejčastější barva je bílá s tmavě pigmentovanými sliznicemi, ale existují i zvířata červenohnědá, šedá, šedočervená či žlutohnědá. Majitelé kuri preferují bílou barvu chovných býků. Nejnápadnějším znakem tohoto plemena jsou jeho rohy. Jsou dlouhé a neobyčejně tlusté, často hruškovitého tvaru a vzbuzují dojem značné mohutnosti, přitom jsou velice lehké. Rohy kuri jsou až 70–130 cm dlouhé a jejich obvod může činit až 55 cm. Tvar i velikost rohů je ale značně variabilní, typicky mají rohy kuri hruškovitý tvar, ale mohou být poměrně ploché a jen 30 cm dlouhé, kuri může mít též lyrovité či půlměsíčité rohy a výjimečná nejsou ani zvířata s volnými rohy či úplně bezrohá.
Kuri je chován volně, stáda se pohybují v mokřadech na březích jezera a na jeho ostrovech, kde spásají vodní a pobřežní vegetaci. Dobře plave a pase se i ve vodě.

## Využití
Kuri je rané a plodné plemeno. Je chován pro mléko, kráva člověku nadojí průměrně 3-6 kg za den, přičemž kojí i vlastní tele. Nezanedbatelná není ani produkce masa a kvalitních, pevných kůží. Kuri je používán též jako tažné zvíře, ale k tomuto účelu se příliš nehodí, protože je pomalý, letargický, rychle se unaví a těžce snáší horko.
Je skvěle přizpůsobený místním podmínkám, na druhou stranu nedokáže přežít mimo Čadské jezero, není odolný vůči vysokým teplotám a není odolný proti naganě. Jedná se o ohrožené plemeno, jehož počty klesají v důsledku vysychání jezera a kvůli křížením se zebu.